# Picos de Europa

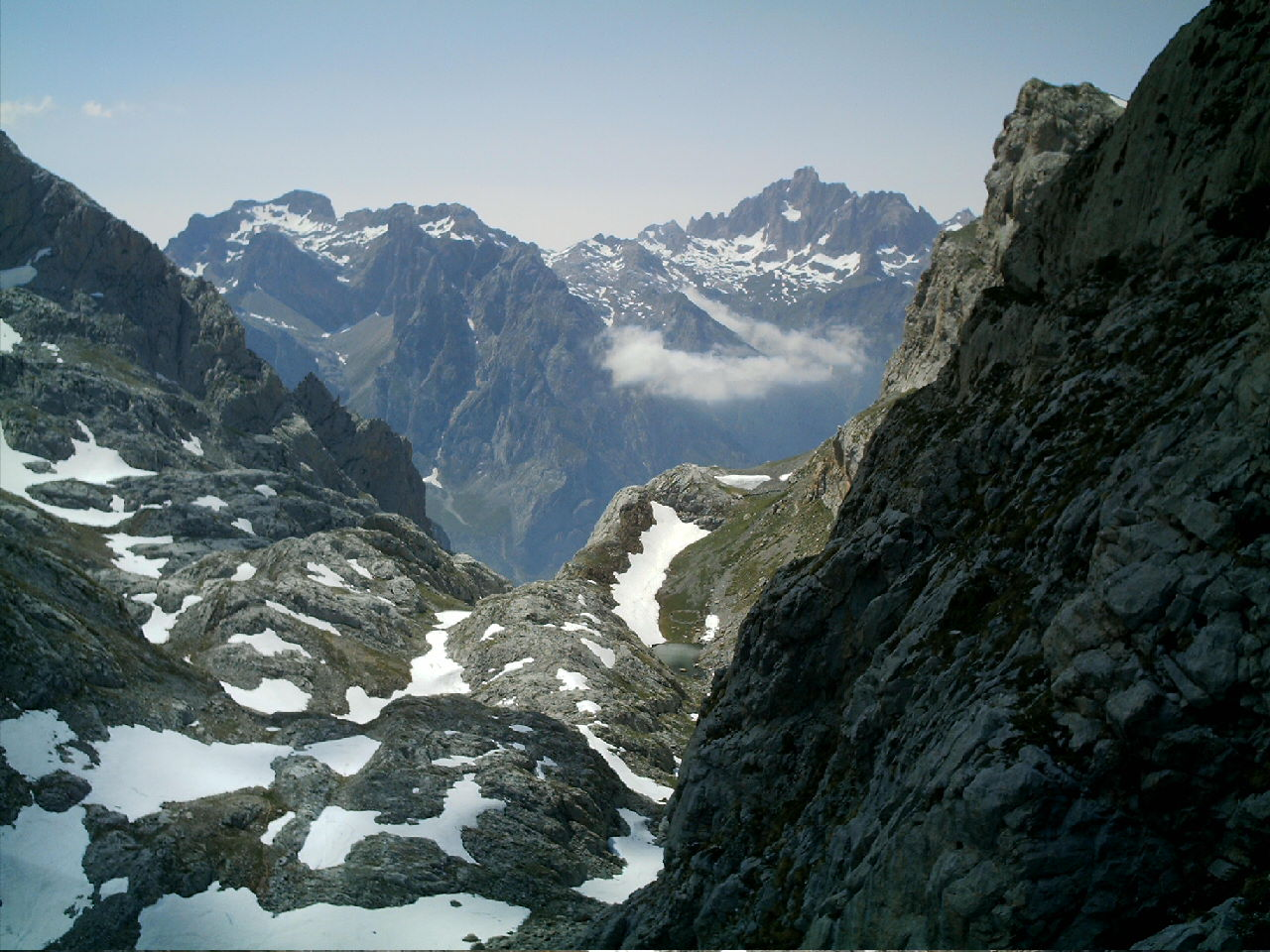
Peña Santa

Picos de Europa (Evropské štíty) je vápencové pohoří geograficky se řadící do Kantaberského pohoří a rozkládající se na území tří autonomních společenství Španělska Asturie, Kantabrie a Kastílie a Leónu. Je vzdálené 20 kilometrů od pobřeží Biskajského zálivu.

## Geologie
Picos de Europa je tvořeno třemi vápencovými masivy.

## Geografie
Rozkládá se ploše zhruba 1000 km². Nejvyšší vrchol je Torre de Cerredo (2648 m), průměrná výška pohoří činí 1220 metrů. Celkem přes 200 vrcholů zde dosahuje výšky nad 2000 metrů.
Picos de Europa se geograficky dělí na tři masivy:
- Skupina Ándara (na východě) je výškově nejmenší, pohoří je ohraničováno řekami Deva a Duje, nejvyšší vrchol masivu je Morra de Lechugales (2 441 m).
- Skupina Urriello (ve středu masivu) je nejvyšší, nejnavštěvovanější a nejatraktivnější oblast pohoří. Nachází se mezi toky Duje (východ) a Cares (západ). Z dálky viditelný, masivní kužel vrcholu Naranjo de Bulnes (2 519 m) je jasnou dominantou pohoří Picos de Europa. Nejvyšším vrcholem je Torre de Cerredo (2 648 m).
- Skupina Cornión (na západě) je zakončena na západě dolinou řeky Dobra. Je známá především soustavou jezer zvanou Lagos de Covadonga ležících na vápencovém podloží. Nejvyšším vrcholem skupiny Cornión je Peña Santa (2 596 m).

## Ochrana přírody

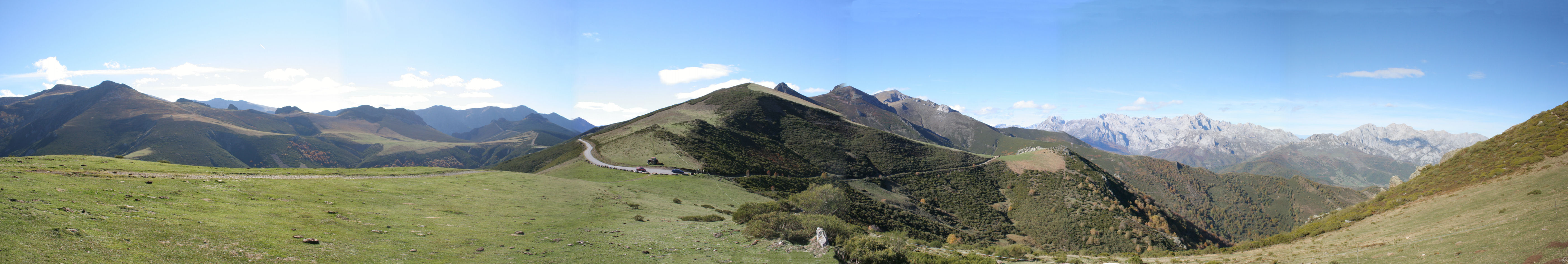
Picos de Europa

Na západě masivu Cornión byl v r. 1918 založen Národní park Montaña de Covadonga o rozloze 16 925 ha. Ten byl později přejmenován na NP Picos de Europa, v roce 1995 byl rozšířen na 64 660 ha. K dalšímu rozšíření došlo v roce 2014 na novou souhrnnou plochu 671 km². Jedná se o první národní park ve Španělsku založený za účelem zachování zdejších biotopů zahrnujících v sobě vzácnou floru a faunu. V roce 2003 byl Národní park Picos de Europa zařazen do programu UNESCO jako biosférická rezervace.